# 有限责任合伙
有限责任合伙（簡稱LLP），香港称“有限法律责任合伙”，是一种获得有限责任保护的合伙企业形式。有限责任合伙包括类似于股份有限公司的有限责任特征，它也包含合伙企业的直接管理权特征。在许多国家和地区，有限责任合伙的税比公司税低。因为此优势，大多地区只允许少数行业建立此类型的合伙企业。
有限责任合伙不同于有限合伙。在有限责任合伙里，所有合伙人都得到有限责任，因此所有合伙人都有企业管理权。有限责任合伙比较适合用来设立知识服务行业的伙伴企业（如律师和顾问），因为在这些行业里，所有合伙人一般都会在此企业工作。

## 各国制度

### 美国
美国的有限责任合伙（Limited Liability Partnership；LLP）制度出现于1990年初期。1992年有2个州开始允许有限责任合伙。在1996年，全国的《统一合伙法》批准时，40个州已经在州法中允许有限责任合伙。
有限责任合伙概念出现于1980年代得克萨斯州的房地产和能源市场泡沫。银行业在此经济泡沫里损失惨重。为了追回一些损失，银行起诉了很多顾问。为了保护无辜的顾问合伙人，州政府设立了此合伙法。

### 中国大陆
中国大陆称为特殊普通合夥。于2006年编入《中华人民共和国合夥企业法》。特殊普通合伙应当建立风险基金或职业保险，用来保护其企业。

### 日本
日本的类似企业类型称为，为2006年商法改革时立法。不同于大多其它国家，有限責任事業組合可以在任何行业里建立，只需在合伙合同指名商业范围。有限責任事業組合有全部的有限责任，而且在税收上属于传递实体。类似于其它国家，每个合伙人必须有参与责任的经营权，因此这模式可以有效的被合资公司和小型公司使用，而不适合被不参与经营的投资者使用。日本法律不允许律师或会计使用有限責任事業組合，因为这些专家必须使用承担无限责任的经营形式。